# Tizanidina
La Tizanidina è un principio attivo e agisce come miorilassante ad azione centrale (cioè sul sistema nervoso centrale). Principalmente agisce sul midollo spinale, dove si comporta come agonista dei recettori α2 adrenergici presinaptici incrementando l'inibizione presinaptica dei neuroni motori, riducendo in questo modo il rilascio di aminoacidi eccitatori (glutammato e aspartato).
Di solito si usa per il trattamento degli stati di spasticità; lombalgie, diplegia spastica, contratture, o per stati spastici associati alla sclerosi multipla o a sclerosi laterale amiotrofica o a neuropatia a lesioni e patologie alla spina dorsale.

## Farmacodinamica
La tizanidina è agonista dei recettori α2-adrenergici, tramite i quali inibisce il rilascio di alcuni aminoacidi eccitatori, tra cui l'aspartato e il glutammato. Tuttavia, il farmaco non ha un'affinità significativa per i recettori GBH. La molecola esercita un'azione benefica sulle contrazioni muscolari riflesse, migliorando così gli spasmi e l'iperclono. Si facilitano così le attività quotidiane con sensibile miglioramento della mobilità e delle eventuali attività fisioterapiche.

## Farmacocinetica
Dopo somministrazione per via orale la molecola è assorbita rapidamente e in modo pressoché completo. La biodisponibilità è relativamente bassa (circa il 34%) per un effetto di metabolismo di primo passaggio. La contemporanea assunzione di cibo non influenza in modo importante la velocità e l'entità dell'assorbimento.  Il legame con le proteine plasmatiche è di circa il 30%.
Nell'organismo il composto è metabolizzato a livello epatico (95% circa), principalmente ad opera del citocromo P450 1A2. L'emivita di eliminazione della tizanidina è pari a 2-4 ore. L'eliminazione dall'organismo avviene principalmente per via renale (circa il 70% del totale assunto) sotto forma di metaboliti.

## Usi clinici
La tizanidina trova impiego nelle situazioni di spasmo muscolare doloroso, in particolare in caso di disturbi a carico della colonna vertebrale (ad esempio il torcicollo, la lombalgia acuta e cronica, l'artrosi del rachide cervicale e lombare). Il farmaco viene spesso utilizzato anche in caso di spasmo muscolare secondario a disordini di tipo neurologico (come in presenza di sclerosi multipla, paralisi cerebrale infantile, disturbi degenerativi del midollo spinale, disordini ischemici vascolari cerebrali).

## Dosi terapeutiche
In genere la tizanidina è utilizzata a dosaggi compresi tra 2 e 4 mg, da assumersi ogni 8-12 ore. Il farmaco si caratterizza per uno stretto indice terapeutico. La tizanidina inoltre presenta un’alta variabilità delle concentrazioni plasmatiche da soggetto a soggetto e ciò obbliga ad aggiustamenti di dose, che debbono essere assolutamente individualizzati, per rispondere alle necessità del singolo paziente.

## Effetti collaterali e indesiderati
Durante il trattamento è comune riscontrare ipotensione arteriosa, sonnolenza, vertigini, secchezza delle fauci, e debolezza. Con minore frequenza sono state segnalate bradicardia, nervosismo, disturbi del linguaggio, allucinazioni visive, ansia, depressione, parestesie, sudorazione, rash cutaneo, stipsi, dispepsia, nausea e vomito, dolore addominale, diarrea. Inoltre infezione delle vie urinarie, pollachiuria, incremento delle transaminasi (AST e ALT), discinesie, visione alterata, faringite, rinite e febbre.

## Controindicazioni
La tizanidina è controindicata in soggetti con ipersensibilità nota al principio attivo o ad uno qualsiasi degli eccipienti contenuti nella preparazione farmacologica. È inoltre controindicato soggetti con grave compromissione della funzione epatica.

## Interazioni
La somministrazione concomitante di farmaci che possono inibire l'attività del citocromo P 450 1A2 (antoflossacina, carbamazepina, diidralazina, furafillina, isoniazide, rofecoxib, clorgilina, tiabendazolo, zileuton) può comportare un aumento dei livelli plasmatici di tizanidina e, conseguentemente, comportare sintomi da sovradosaggio (ad esempio il prolungamento del QT).